# Александър Хаджиев
Александър Хаджиев (на гръцки: Αλέξανδρος Χατζής, Александрос, Алексис Хадзис) е гръцки революционер, деец на Гръцката въоръжена пропаганда в Македония.

## Биография
Александър Хаджиев е роден в леринското градче Суровичево, днес Аминдео, Гърция. Става един от водачите на гъркоманската партия в Суровичево и е ръководител на гръцкия революционен комитет в градчето. Определен е за агент от I ред. Сътрудничи с Гръцкото консулство в Битоля, като подпомага дейността на Й. Айтас, Хр. Дзикас, Н. Папалазарос и Д. Капетанцис.
Синът му Танасис Хадзис (1905 - 1982) е виден комунистически деец.